# Hamal

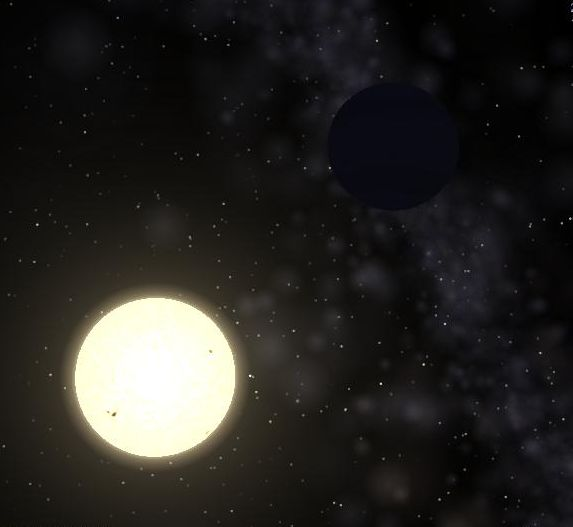
Hamal (α Arietis) y su planeta renderizado por Celestia.

Hamal o Hemal (Alfa Arietis / α Ari / 13 Arietis / HD 12929) es la estrella más brillante de la constelación de Aries, con magnitud aparente +2.00.

## Nombre
El nombre Hamal proviene del árabe حمال (ħamal, ‘carnero’), utilizado en esta cultura para designar a la constelación de Aries. Debido a esta confusión entre estrella y constelación, en ocasiones se la puede encontrar referenciada como راس حمل (rās al-ħamal, ‘la cabeza del carnero’).

## Características
Hamal es una gigante naranja de tipo espectral K2III o K2IIICa (donde «Ca» indica la presencia de líneas de calcio en su espectro de emisión). Incluyendo la radiación infrarroja que emite, brilla con una luminosidad 90 veces mayor que la del Sol, siendo su temperatura superficial de 4590 K. Su metalicidad es sólo el 60 % del valor solar, y su masa aproximadamente dobla la del Sol.
Su diámetro, como corresponde a una estrella gigante, es 14.7 veces más grande que el solar; este valor se obtiene a partir de la medida precisa de su diámetro angular, 0.00680 segundos de arco. Debido a su gran tamaño y relativa cercanía, es una de las pocas estrellas a las que  se les ha podido observar el efecto del oscurecimiento de limbo. Parece ser ligeramente variable, con oscilaciones en su brillo de 0.05 magnitudes. Se encuentra a 66 años luz del sistema solar.

## Sistema planetario
En 2011 se anunció el descubrimiento de un planeta extrasolar, llamado Alfa Arietis b, alrededor de Hamal. Tiene una masa mínima equivalente a 1.8 veces la masa de Júpiter y el semieje mayor de su órbita es de 1.2 au.
| Acompañante (En orden desde la estrella) | Masa (MJ)   | Período orbital (días) | Semieje mayor (UA) | Excentricidad |
| ---------------------------------------- | ----------- | ---------------------- | ------------------ | ------------- |
| Alfa Arietis b                           | > 1.8 ± 0.2 | 380.8 ± 0.3            | 1.2                | 0.25 ± 0.03   |